# Liste von Persönlichkeiten der Stadt Thale
Die Liste von Persönlichkeiten der Stadt Thale enthält Personen, die in der Geschichte der Stadt Thale im Landkreis Harz in Sachsen-Anhalt eine nachhaltige Rolle gespielt haben. Es handelt sich dabei um Persönlichkeiten, die Ehrenbürger, hier geboren oder gestorben sind oder in Thale und den heutigen Ortsteilen gewirkt haben.
Für die Persönlichkeiten aus den nach Thale eingemeindeten Ortschaften siehe auch die entsprechenden Ortsartikel.

## Ehrenbürger
- 1926: Hermann Hendrich (1854–1931)
- 1998: Hans-Georg Grützemann (1928–2005)
- 1998: Werner Oberländer (1921–2002)
- 1998: Otto Trolldenier (1929–2013)
- 1998: Gerhart Kowalewski (1930–2007), Bergsteiger der Bergwacht Thale
- 2002: Ursula Meckel (* 1949 in Berlin), Theologin, Pastorin in Thale (seit 1977)
- 2006: Willi Neubert (1920–2011), Maler
- 2004: Hans Joachim Wiesenmüller (1929–2021), Kulturwissenschaftler
- 2017: Harald Watzek (* 1933), Mitbegründer des Mythenwegs Thale
- 2021: Thomas Balcerowski (* 1972), Bürgermeister von 2001 bis 2020[1]

## Söhne und Töchter der Stadt
Die folgenden Personen sind in Thale bzw. den eingemeindeten Ortschaften oder den heutigen Ortsteilen der Stadt geboren. Ob sie ihren späteren Wirkungskreis in Thale hatten oder nicht, ist dabei unerheblich.

### Persönlichkeiten des Mittelalters
- Ludolf von Trier († 1008), von 994 bis 1008 Erzbischof von Trier, geboren in Ergostede bei Stecklenberg

### Persönlichkeiten des 18. Jahrhunderts

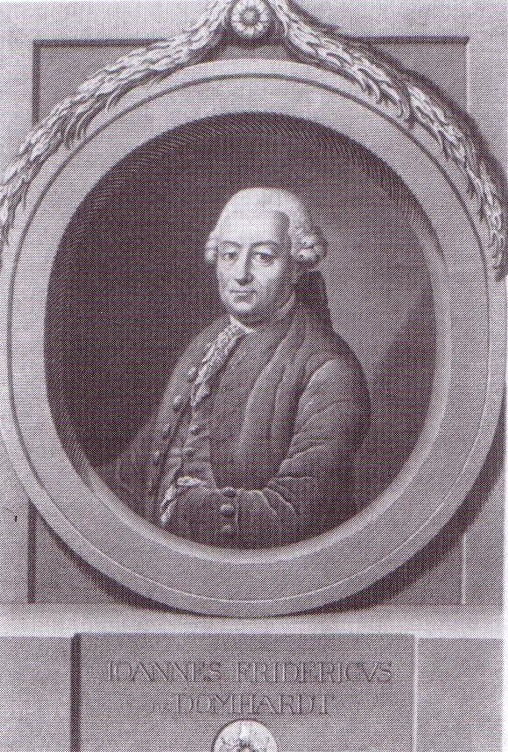
Johann Friedrich von Domhardt

- Johann Friedrich von Domhardt (1712–1781), gehörte zu den bedeutendsten Verwaltungsbeamten des friderizianischen Preußens, geboren in Allrode

### Persönlichkeiten des 19. Jahrhunderts

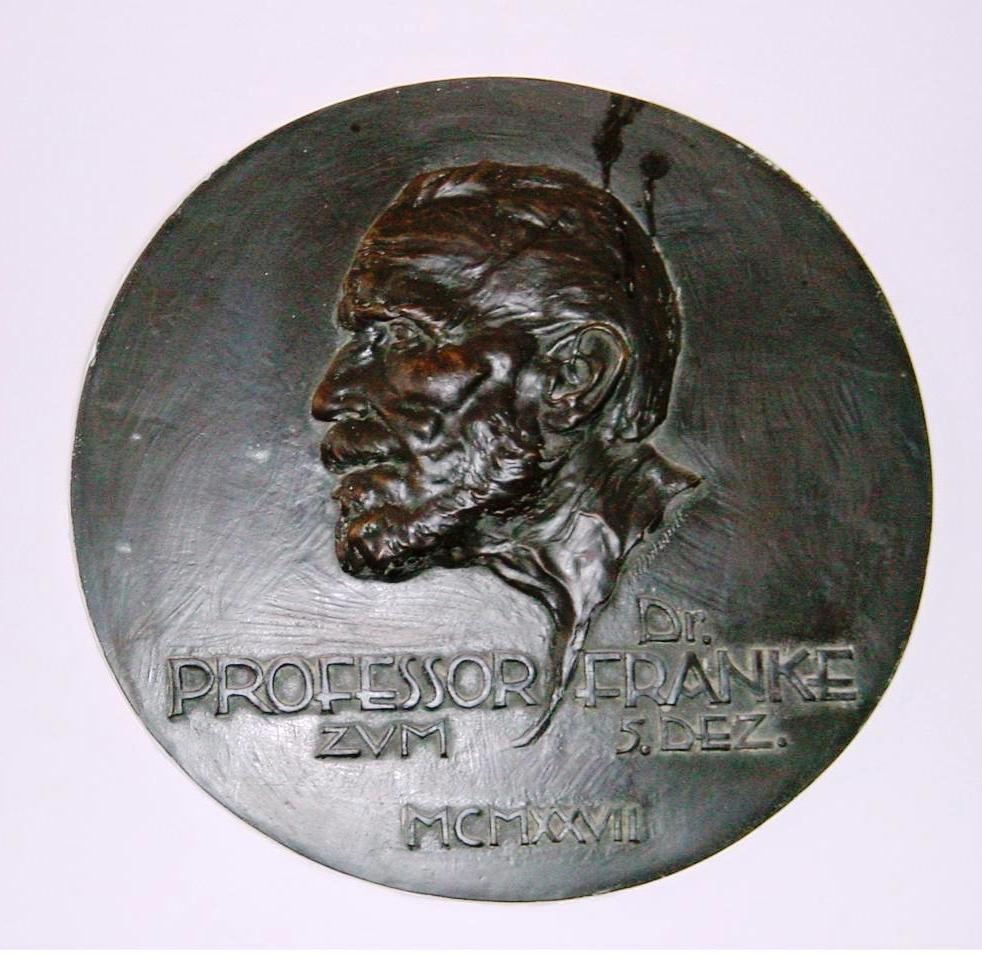
Hermann Franke

Wilhelmine Heimburg (um 1890)

- Johann Christian Ludwig von Schmidt (1769–1833), preußischer Generalmajor und zuletzt Kommandeur des 6. Ulanen-Regiments, geboren in Warnstedt
- Wilhelm Friedrich Besser (1816–1884), lutherischer Theologe und Geistlicher, geboren in Warnstedt
- Hermann Franke (1847–1932), Gymnasiallehrer und Geologe in Schleusingen, geboren in Weddersleben
- Bertha Behrens, Pseudonym: Wilhelmine Heimburg (1848–1912), Schriftstellerin
- Carl Ludwig Max Behrens (1850–1908), preußischer Offizier, zuletzt Generalmajor und Kommandeur der 1. Fußartillerie-Brigade
- Heinrich Johannes Engelhard Nathusius, seit 1861 von Nathusius, auch Nathusius-Neinstedt genannt (1851–1906), Bibliothekar, Archivar, Historiker und zu seiner Zeit ein bekannter Genealoge, geboren in Neinstedt

### Persönlichkeiten des 20. Jahrhunderts
- Karl Klanert (1873–1941), Musikpädagoge, Pianist, Komponist und Oratoriensänger
- Willi Plautz (1895–1978), Unternehmer und Politiker (CDU)
- Albrecht Claus (1896–1963 oder 1965), Bürgermeister von Oberlahnstein
- Bernhard Rensch (1900–1990), Evolutionsbiologe, Zoologe, Verhaltensforscher, Neurophysiologe und Philosoph
- Karl Banse (1901–1977), Wirtschaftswissenschaftler
- Herbert Krebs (1901–1980), Forstmann und Jagdautor, geboren in Altenbrak
- Rolf Lindau-Schulz (1904–1969), Schauspieler und Produzent in der Stummfilmzeit
- Albrecht Becker (1906–2002), Szenenbildner
- Edwin Jung (1907–1966), Mediziner, geboren in Westerhausen
- Richard Trenkel (1909–1964), Unternehmer und Rennfahrer, geboren in Warnstedt
- Fritz Becker (1910–1983), Politiker der Deutschen Partei
- Elisabeth Baumeister-Bühler (1912–2000), Bildhauerin
- Ferdinand Dux (1920–2009), Schauspieler
- Helmut Buschbom (1921–2017), Jurist und Politiker (CDU)
- Günter Löffler (1921–2013), Lehrer, Übersetzer und Schriftsteller
- Theo Löbsack (1923–2001), Schriftsteller, Publizist und Journalist
- Werner Müller (1923–2006), Holzbildhauer und Zeichner, geboren in Stecklenberg
- Kurt-Otto Fritsch (* 1924), Schauspieler
- Bodo Mros (* 1930), Mediziner, geboren in Altenbrak
- Detlef Wolff (1934–2004), Autor von Kriminalromanen
- Werner Sundermann (1935–2012), Iranist
- Horst Denkler (* 1935), Germanist
- Karsten Knolle (1939–2024), Politiker (CDU) und Journalist, geboren in Neinstedt
- Helga Borisch (* 1939), Textilkünstlerin, Bühnenbildnerin, Malerin und Grafikerin
- Gerd Glaeske (1945–2022), Apotheker und Gesundheitswissenschaftler, geboren in Stecklenberg
- Irmtraud Richardson (* 1945), Journalistin, die als Hörfunkkorrespondentin und Fernsehmoderatorin tätig ist
- Harald Duschek (* 1956), Skispringer
- Manfred Stephan (* 1957), Landtagsabgeordneter
- Axel Krämer (* 1957), Sportschütze
- Volker Herold (* 1959), Schauspieler
- Thomas Nabert (* 1962), Regionalhistoriker und Sachbuchautor
- Michael Stier (* 1965), Politiker (SPD)
- Heiko Weber (* 1965), Fußballspieler und jetziger Trainer sowie Teammanager

## Persönlichkeiten, die in der Stadt gestorben sind

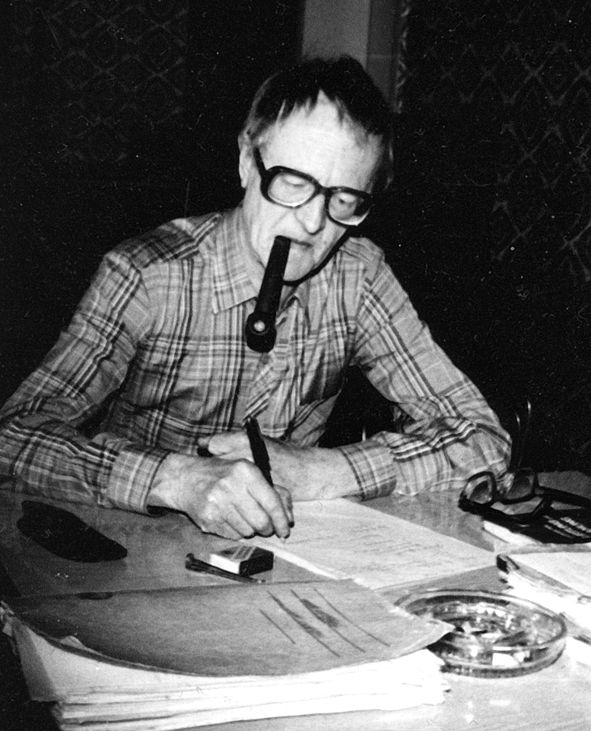
Wolf D. Brennecke (1979)

- Friedrich August Scheele (1776–1852), von 1819 bis kurz vor seinem Tod Superintendent und Oberpfarrer an St. Stephani in Calbe an der Saale
- Marie Nathusius, geb. Scheele (1817–1857), volkstümliche Erzählerin und Liederkomponistin, gestorben in Neinstedt
- Wilhelm Bünte (1828–1913), Chorleiter, Lehrer, Musikdirektor, Professor und Komponist, gestorben in Friedrichsbrunn
- Theodor Nolte (1848–1919), war Heimatforscher und Heimatdichter in Thale
- Kurt Wiedenfeld (1871–1955), Nationalökonom und Diplomat, gestorben in Friedrichsbrunn
- Heinrich Danneil (1872–1942), evangelischer Theologe, gestorben in Neinstedt
- Otto Krüger (1895–1973), Chemiker und Wissenschaftler auf dem Gebiet der Emailliertechnik
- Wolf D. Brennecke (1922–2002), Schriftsteller
- Hans-Rainer Frede (1932–2005), Jurist und Politiker (SPD)

## Persönlichkeiten, die mit der Stadt in Verbindung stehen
- Friedrich Wilhelm Leopold Pfeil (1783–1859), Forstwissenschaftler, weilte zur Erholung und Jagd im Forst bei Thale
- Theodor Fontane (1819–1898) weilte in Thale 1868, 1877, 1881, 1882, 1883 und 1884, schrieb den in Thale spielenden Roman Cécile
- Karl Bonhoeffer (1868–1948), Psychiater, Neurologe, medizinischer Gutachter, besaß seit 1913 ein Sommerhaus in Friedrichsbrunn, und Familie:
  - Karl Friedrich Bonhoeffer (1899–1957), Chemiker, verheiratet mit Margarete (Grete) von Dohnanyi (1903–1992), Schwester von Hans von Dohnanyi
  - Walter Bonhoeffer (1899–1918), im Ersten Weltkrieg gefallen (Schrapnellwunde)
  - Klaus Bonhoeffer (1901–1945), Jurist und Widerstandskämpfer, verheiratet mit Emilie Delbrück (1905–1991) (Tochter von Hans Delbrück und Schwester von Max Delbrück und Justus Delbrück)
  - Ursula Bonhoeffer (1902–1983), verheiratet mit Rüdiger Schleicher (1895–1945)
  - Christine Bonhoeffer (1903–1965), verheiratet mit Hans von Dohnanyi (1902–1945)
  - Dietrich Bonhoeffer (1906–1945), Theologe und Widerstandskämpfer, verlobt mit Maria von Wedemeyer
  - Sabine Bonhoeffer (1906–1999), verheiratet mit Gerhard Leibholz (1901–1982)
  - Susanne Bonhoeffer (1909–1991),
- Albert Ottenheimer (1886–1985), Hauptaktionär des EHW Thale bis 1937
- Hans Schemm (1891–1935), NSDAP-Gauleiter, leitete bis 1921 das bakteriologisch-chemische Labor Hubertusbad
- Otto Krüger (1895–1973), Emailliertechniker, starb in Thale
- Hela Gruel (1902–1991), Schauspielerin und Synchronsprecherin, besuchte Mädchenpensionat im Ort
- Leni Riefenstahl (1902–2003), Regisseurin und Schauspielerin, besuchte Mädchenpensionat im Ort
- Axel Freiherr von dem Bussche-Streithorst (1919–1993), Offizier und Widerstandskämpfer, Rittergutsbesitzer in Thale
- Werner Oberländer (1921–2002), Fußballspieler bei Stahl Thale und Eintracht Braunschweig, in beiden Vereinen spielte er jeweils in der höchsten Fußballklasse
- Wolfgang Schoor (1926–2007), Komponist, der Orchesterwerke, Liederzyklen und Kammermusik schrieb und die Musik zu zahlreichen Kinder- und Dokumentarfilmen und Hörspielen, wurde in Treseburg beerdigt
- Hans-Michael Maertens (1939–2015), Landtagsabgeordneter (CDU), 1990 bis 1994 Stadtrat und Kämmerer sowie 1994 bis 2001 Bürgermeister Stadt Thale
- Gojko Mitić (* 1940), Schauspieler, spielte verschiedene Rollen im Harzer Bergtheater
- Bernd Feicke (1950–2016), Wirtschaftswissenschaftler und Regionalhistoriker, lebte in Westerhausen
- Martina Bendler (* 1957), Politikerin (Bündnis 90/Die Grünen), von 1994 bis 1996 war sie Mitglied des Landtages von Sachsen-Anhalt, zuvor u. a. in Westerhausen tätig
- Thomas Balcerowski (* 1972), Bürgermeister von 2001 bis 2020, lebt in Thale
- Daniel Kulla (* 1977), Schriftsteller, Übersetzer und Lektor, wuchs in Thale auf